# Rubus henkeri
Rubus henkeri är en rosväxtart som beskrevs av Heinrich E. Weber och Kiesew.. Rubus henkeri ingår i släktet rubusar, och familjen rosväxter. Inga underarter finns listade i Catalogue of Life.